# Luvsannamsrain Oyun-Erdene
Luvsannamsrain Oyun-Erdene (mong. Лувсаннамсрайн Оюун-Эрдэнэ; ur. 29 czerwca 1980 w Ułan Bator) – mongolski polityk, członek Mongolskiej Partii Ludowej, premier Mongolii w latach 2021–2025.

## Życiorys
Oyun-Erdene w 2008 ukończył studia prawnicze na Narodowym Uniwersytecie Mongolii. Kształcił się również na Uniwersytecie Harvarda, gdzie w 2015 uzyskał tytuł magistra polityki publicznej.
Przewodniczył Socjaldemokratycznemu Związkowi Młodzieży Mongolskiej w latach 2010–2015. W 2016 został wybrany na posła do Wielkiego Churału Państwowego, z okręgu Khentii. Od 2019 do 2021 był ministrem i szefem Sekretariatu Rady Ministrów. 21 stycznia 2021 objął urząd premiera Mongolii. 
2 czerwca 2025, w związku z trwającymi masowymi protestami antyrządowymi (spowodowanymi m.in. oskarżeniami o korupcję), wystąpił do Churału z wnioskiem o wyrażenie wotum zaufania dla kierowanego przez siebie gabinetu. Wobec nieuzyskania większości w parlamencie (za udzieleniem wotum głosowało 44 posłów na ogólną liczbę 126), następnego dnia złożył dymisję rządu. 13 czerwca 2025 zakończył urzędowanie na stanowisku premiera.